# Lake Zurich, Illinois
Lake Zurich là một làng thuộc quận Lake, tiểu bang Illinois, Hoa Kỳ. Năm 2010, dân số của làng này là 19631 người.

## Dân số
Dân số qua các năm:
- Năm 2000: 18104 người.
- Năm 2010: 19631 người.